# Liste der Bodendenkmäler in Immenstadt im Allgäu
Auf dieser Seite sind die Bodendenkmäler in der schwäbischen Stadt Immenstadt im Allgäu zusammengestellt. Diese Tabelle ist eine Teilliste der Liste der Bodendenkmäler in Bayern. Grundlage ist die Bayerische Denkmalliste, die auf Basis des Bayerischen Denkmalschutzgesetzes vom 1. Oktober 1973 erstmals erstellt wurde und seither durch das Bayerische Landesamt für Denkmalpflege geführt wird. Die folgenden Angaben ersetzen nicht die rechtsverbindliche Auskunft der Denkmalschutzbehörde.

## Bodendenkmäler der Gemeinde Immenstadt im Allgäu

### Bodendenkmäler in der Gemarkung Akams
| Lage             | Objekt | Akten-Nr.     | Bild |
| ---------------- | --- | ------------- | ---- |
| Akams (Standort) | Mittelalterliche und frühneuzeitliche Befunde im Bereich der Katholischen Pfarrkirche St. Otmar in Akams. | D-7-8427-0069 |      |
| Akams (Standort) | Frühneuzeitliche Befunde im Bereich der Kapelle St. Sebastian in Luitharz und ihrer Vorgängerbauten.      | D-7-8427-0138 |      |

### Bodendenkmäler in der Gemarkung Bühl a.Alpsee
| Lage                                               | Objekt | Akten-Nr.     | Bild |
| -------------------------------------------------- | --- | ------------- | ---- |
| Bühl a.Alpsee Zaumberg 20 Bühl a.Alpsee (Standort) | Katholischen Kapelle St. Leonhard, Rechteckbau mit eingezogenem, dreiseitig geschlossenem Chor und Dachreiter, 1790; mit Ausstattung.                                                                     | D-7-80-124-77 |      |
| Bühl a.Alpsee (Standort)                           | Burgstall des Mittelalters sowie mittelalterliche und frühneuzeitliche Befunde im Bereich der Katholischen Pfarrkirche St. Stephan und der Wallfahrtskapelle Maria Loreto und St. Anna in Bühl am Alpsee. | D-7-8427-0059 |      |
| Bühl a.Alpsee (Standort)                           | Siedlung oder Uferbefestigung vorgeschichtlicher Zeitstellung. | D-7-8427-0181 |      |

### Bodendenkmäler in der Gemarkung Diepolz
| Lage               | Objekt | Akten-Nr.     | Bild |
| ------------------ | --- | ------------- | ---- |
| Diepolz (Standort) | Mittelalterliche und frühneuzeitliche Befunde im Bereich der Katholischen Pfarrkirche St. Blasius in Diepolz.    | D-7-8327-0048 |      |
| Diepolz (Standort) | Mittelalterliche und frühneuzeitliche Befunde im Bereich der Katholischen Pfarrkirche St. Oswald in Knottenried. | D-7-8327-0081 |      |

### Bodendenkmäler in der Gemarkung Eckarts
| Lage               | Objekt | Akten-Nr.     | Bild |
| ------------------ | --- | ------------- | ---- |
| Eckarts (Standort) | Mittelalterliche und frühneuzeitliche Befunde im Bereich von Burg Werdenstein.                                       | D-7-8327-0046 |      |
| Eckarts (Standort) | Mittelalterliche und frühneuzeitliche Befunde im Bereich der Katholischen Pfarrkirche St. Peter und Paul in Eckarts. | D-7-8327-0051 |      |

### Bodendenkmäler in der Gemarkung Immenstadt i.Allgäu
| Lage                           | Objekt | Akten-Nr.     | Bild |
| ------------------------------ | --- | ------------- | ---- |
| Immenstadt i.Allgäu (Standort) | Schanze der Neuzeit. | D-7-8427-0002 |      |
| Immenstadt i.Allgäu (Standort) | Mittelalterliche und frühneuzeitliche Befunde im Bereich der befestigten Altstadt von Immenstadt im Allgäu.                                                    | D-7-8427-0060 |      |
| Immenstadt i.Allgäu (Standort) | Spätmittelalterliche und frühneuzeitliche Stadtbefestigung von Immenstadt i. Allgäu.                                                                           | D-7-8427-0061 |      |
| Immenstadt i.Allgäu (Standort) | Mittelalterliche und frühneuzeitliche Befunde im Bereich der Katholischen Stadtpfarrkirche St. Nikolaus und ihres ehemalige Friedhofs in Immenstadt i. Allgäu. | D-7-8427-0062 |      |
| Immenstadt i.Allgäu (Standort) | Mittelalterliche und frühneuzeitliche Befunde im Bereich des frühneuzeitlichen Kapuzinerklosters und der Kirche St. Joseph in Immenstadt i. Allgäu.            | D-7-8427-0063 |      |
| Immenstadt i.Allgäu (Standort) | Burg des Mittelalters und der frühen Neuzeit (Rothenfels und Hugofels) sowie mittelalterliche und frühneuzeitliche Befunde im Bereich des zugehörigen Bauhofs. | D-7-8427-0065 |      |
| Immenstadt i.Allgäu (Standort) | Frühneuzeitliche Befunde im Bereich der Kapelle St. Josef und des zugehörigen Leprosiums in Neumummen.                                                         | D-7-8427-0134 |      |
| Immenstadt i.Allgäu (Standort) | Frühneuzeitliche Befunde im Bereich der abgegangenen Kapelle St. Johannes Nepomuk in Immenstadt i. Allgäu.                                                     | D-7-8427-0142 |      |
| Immenstadt i.Allgäu (Standort) | Schanze der frühen Neuzeit (Wacht). | D-7-8427-0143 |      |
| Immenstadt i.Allgäu (Standort) | Mittelalterliche und frühneuzeitliche Befunde im Bereich des ehemaligen Schlosses in Immenstadt i. Allgäu.                                                     | D-7-8427-0144 |      |
| Immenstadt i.Allgäu (Standort) | Frühneuzeitliche Befunde im Bereich der Gottesackerkapelle St. Georg und ihres Friedhofs bei Immenstadt i. Allgäu.                                             | D-7-8427-0147 |      |

### Bodendenkmäler in der Gemarkung Rauhenzell
| Lage                  | Objekt | Akten-Nr.     | Bild |
| --------------------- | --- | ------------- | ---- |
| Rauhenzell (Standort) | Mittelalterliche und frühneuzeitliche Befunde im Bereich der Burgruine Rauhlaubenberg und des zugehörigen ehemalige Bauhofs Egg. | D-7-8427-0071 |      |
| Rauhenzell (Standort) | Mittelalterliche und frühneuzeitliche Befunde im Bereich der Katholischen Pfarrkirche St. Otmar in Rauhenzell.                   | D-7-8427-0073 |      |
| Rauhenzell (Standort) | Mittelalterliche und frühneuzeitliche Befunde im Bereich des Schlosses in Rauhenzell.                                            | D-7-8427-0133 |      |

### Bodendenkmäler in der Gemarkung Stein i.Allgäu
| Lage                      | Objekt | Akten-Nr.     | Bild |
| ------------------------- | --- | ------------- | ---- |
| Stein i.Allgäu (Standort) | Burgstall des Mittelalters (Alt-Werdenstein).                                                                           | D-7-8427-0006 |      |
| Stein i.Allgäu (Standort) | Mittelalterliche und frühneuzeitliche Befunde im Bereich der Burg Laubenbergerstein.                                    | D-7-8427-0057 |      |
| Stein i.Allgäu (Standort) | Mittelalterliche und frühneuzeitliche Befunde im Bereich der Katholischen Pfarrkirche St. Mauritius in Stein im Allgäu. | D-7-8427-0075 |      |
| Stein i.Allgäu (Standort) | Frühneuzeitliche Befunde im Bereich der Kapelle Hl. Familie in Bräunlings und ihrer Vorgängerbauten.                    | D-7-8427-0135 |      |
| Stein i.Allgäu (Standort) | Frühneuzeitliche Befunde im Bereich der ehemalige (abgebrannten) Wegkapelle in Seifen.                                  | D-7-8427-0140 |      |